# El Potrero de Ostula
El Potrero de Ostula är en ort i Mexiko.   Den ligger i kommunen Aquila och delstaten Michoacán de Ocampo, i den södra delen av landet, 500 km väster om huvudstaden Mexico City. El Potrero de Ostula ligger 523 meter över havet och antalet invånare är 137.
Terrängen runt El Potrero de Ostula är huvudsakligen kuperad, men västerut är den bergig. Terrängen runt El Potrero de Ostula sluttar västerut. Runt El Potrero de Ostula är det glesbefolkat, med 8 invånare per kvadratkilometer. Närmaste större samhälle är Aquila, 13,5 km nordväst om El Potrero de Ostula. I omgivningarna runt El Potrero de Ostula växer huvudsakligen savannskog.